# Stazione di Futagawa
La stazione di Futagawa (二川駅 Futagawa-eki?) è una stazione ferroviaria della città di Toyohashi, nella prefettura di Shizuoka in Giappone. La stazione è servita dalla linea principale Tōkaidō della JR Central.

## Linee
JR Central
■ Linea principale Tōkaidō

## Caratteristiche
La stazione di Futagawa possiede un marciapiede a isola e uno laterale serventi tre binari in superficie, ed è dotata di tornelli automatici di accesso ai binari che supportano la tariffazione elettronica TOICA.
| 1   | ■ Linea principale Tōkaidō | per Hamamatsu, Shizuoka e Atami |
| 2-3 | ■ Linea principale Tōkaidō | per Toyohashi, Nagoya e Gifu    |

## Stazioni adiacenti
| «                                     | Servizio                              | »                                     |
| Linea principale Tōkaidō (JR Central) | Linea principale Tōkaidō (JR Central) | Linea principale Tōkaidō (JR Central) |
| ------------------------------------- | ------------------------------------- | ------------------------------------- |
| Shinjohara                            | Tutti i treni                         | Toyohashi                             |